# Горшкова, Клавдия Васильевна
Кла́вдия Васи́льевна Горшко́ва (12 января 1921, Таганрог — 7 июня 2002, Москва) — выдающийся лингвист и педагог, один из ведущих исследователей русского языка и его истории, специалист в области исторической грамматики и диалектологии русского языка, фонетики и фонологии современного русского языка. Доктор филологических наук (1966), профессор (1978) заведующий кафедрой русского языка филологического факультета МГУ имени М. В. Ломоносова (1971—1994). Заслуженный деятель науки РФ (1993).

## Биография
Клавдия Васильевна Горшкова родилась 12 января 1921 года в Таганроге в семье рабочего. Окончила таганрогскую среднюю школу. В 1938 году поступила в Московский институт философии, литературы и истории (с декабря 1941 года вошедший в состав Московского университета), в 1942 году окончила русское отделение филологического факультета МГУ и поступила в аспирантуру.
В 1947 году под руководством Р. И. Аванесова защитила кандидатскую диссертацию на тему «Из истории московского говора в конце XVII — начале XVIII в. (Язык писем и бумаг Петра Великого)». В 1951 году была направлена в Бухарестский университет, где в течение двух лет заведовала кафедрой русского языка. По возвращении из Румынии получила должность и звание доцента, защитила докторскую диссертацию на тему «Очерки исторической диалектологии cеверной Руси (по данным исторической фонологии)» (1966), получила звание профессора (1968) и в 1971 году возглавила кафедру русского языка филологического факультета МГУ, которой руководила почти четверть века. В 1972—1979 годах заведовала также отделением по преподаванию русского языка как иностранного при филологическом факультете МГУ.
К. В. Горшкова внесла большой вклад в распространение русского языка за рубежом: принимала участие в значимых международных конференциях и конгрессах Международной ассоциации преподавателей русского языка и литературы, читала лекции в крупнейших университетах мира (Польши, Болгарии, США, Англии, Германии, Австралии и др.).
К. В. Горшкова была председателем Научно-методического совета по высшему филологическому образованию при Министерстве высшего и среднего специального образования СССР (1971—1985), членом редколлегии научных журналов «Вестник Московского университета» и «Русская речь» (1983—1993), научным руководителем межкафедральной лаборатории «Русский язык и русская литература в современном мире» (1976—1991), председателем двух диссертационных советов.
За вклад в развитие науки и за заслуги в организации вузовского филологического образования К. В. Горшковой были присвоены звания Заслуженного деятеля науки РФ (1993) и Заслуженного профессора МГУ (1993); она награждена медалями «За доблестный труд в Великой Отечественной войне 1941-1945 гг.» (1970), «За трудовое отличие» (1976), «Ветеран труда» (1985), почётным знаком Минвуза СССР «За отличные успехи в работе» (1971).
Скончалась 7 июня 2002 года в Москве.
Сестра Ольга Васильевна Горшкова — также лингвист, историк языка.

## Научная деятельность
К. В. Горшкова является автором более 115 научных и учебно-методических работ по исторической фонетике, фонологии и диалектологии русского языка. Кандидатская диссертация К. В. Горшковой «Из истории московского говора в конце XVII — начале XVIII в. (Язык писем и бумаг Петра Великого)» была посвящена реконструкции звуковой системы московского говора. Значение её историко-диалектологических исследований определяется как многочисленными научными открытиями, так и общим выводом о том, что близость диалектных структур русского языка — результат их исторической интеграции. В своей докторской диссертации «Очерки исторической диалектологии cеверной Руси (по данным исторической фонологии)» К. В. Горшкова показала, что диалекты древнерусского северо-востока и северо-запада, лежащие в основе современного северного наречия, в прошлом представляли собой принципиально различные функциональные системы. К. В. Горшковой опубликован ряд статей, посвящённых проблеме фонетической интерпретации письменных памятников, различиям древнерусских диалектов в области вокализма и консонантизма.
К. В. Горшкова является также автором работ по теории фонологии, в которых разработаны общие идеи типологии фонетических систем на основе соотношения консонантизма и вокализма, парадигматики и синтагматики звуковых единиц. Она внесла существенный вклад в описание структурных свойств фонемы, ею разработано важное для развития идей Московской фонологической школы (МФШ) концептуальное понятие парадигмы фонемы. Постоянный и глубокий интерес к теоретико-фонологической проблематике позволил К. В. Горшковой участвовать вместе с её учителем Р. И. Аванесовым в формировании особого научного направления в рамках МФШ, синтезирующего идеи этой и других фонологических школ. Благодаря публикациям К. В. Горшковой такой подход к фонологии получил в 50-е — 70-е гг. XX века широкое распространение в вузовской практике преподавания современного русского языка в СССР и за рубежом.
К. В. Горшкова читала общие курсы фонетики современного русского языка и исторической грамматики русского языка, спецкурс по теории фонем, руководила спецсеминаром по теории фонетики и по орфоэпии русского языка.

## Основные работы
- Современный русский язык. М., 1958 (в соавт. с Е. М. Галкиной-Федорук и Н. М. Шанским)[7].
- Очерки исторической диалектологии северной Руси. М., 1966.
- Историческая диалектология русского языка. М., 1972.
- Историческая грамматика русского языка. М., 1981 (в соавт. с Г. А. Хабургаевым)[8].
- Историческая грамматика русского языка: Пособие для практических занятий. М., 1994 (в соавт. с Е. Ф. Васеко).

## Награды и звания
Медали
- 1970 год — «За доблестный труд в Великой Отечественной войне 1941-1945 гг.»
- 1971 год — почетный знак Минвуза СССР «За отличные успехи в работе»
- 1976 год — «За трудовое отличие»
- 1985 год — «Ветеран труда»

Звания
- 1993 год — Заслуженный профессор МГУ
- 1993 год — Заслуженный деятель науки РФ